# Leyes fundamentales de Israel
Las leyes fundamentales de Israel son textos de carácter constitucional aprobados por la Knéset (el Parlamento israelí) como capítulos de una futura Constitución, después de que en la primera Kneset no se llegase a un acuerdo sobre la escritura formal de dicho documento. 

## Historia
Al declarar la independencia de Israel, se hizo la promesa de que se promulgaría una Constitución antes del 1 de octubre de 1948. Sin embargo, la presión de diversos grupos religiosos impidió que se realizara el proyecto: muchos religiosos judíos se oponen a la Constitución porque piensan que la máxima ley nunca debe ser terrenal, pues las leyes básicas son la Torá, el Tanaj, el Talmud y el Shulján Aruj.
En 1949, la primera Knéset (Parlamento) pospuso los trabajos constitucionales. Desde entonces no se han retomado, y el Estado se rige por unas «leyes fundamentales» establecidas por dicho órgano legislativo que afectan a toda la estructura estatal.
El 13 de julio de 1950 el parlamentario Izar Harari propuso, en la decisión que lleva su nombre, que «la primera Knéset delega en la Comisión de Constitución, Ley y Justicia preparar una propuesta para una constitución nacional. La Constitución será construida capítulo por capítulo, de forma tal que cada uno de ellos se constituirá, por sí mismo, en Ley Fundamental. Los capítulos serán presentados ante la Knéset a medida que la Comisión finalice su trabajo y todos los capítulos juntos serán compilados en una Constitución nacional».
Los críticos de este sistema afirman que el mismo está sujeto a las mayorías que dominen en un determinado momento la Knéset, ya que, además, estas leyes no tienen que ser aprobadas por ningún referéndum. Sin embargo las mismas adquirieron un carácter supralegal a partir de la «revolución constitucional» iniciada por el juez Aaron Barak, de la Corte Suprema de Justicia. 
La primera ley se promulgó en 1958 y regula y organiza el funcionamiento de la Knéset. De 1958 hasta 1992 se han establecido once leyes fundamentales. Ocho de ellas se refieren a las instituciones del Estado, pero una de ellas —la Ley Fundamental: Jerusalén Capital de Israel— se refiere al estatus de la ciudad de Jerusalén. Dos de las leyes promulgadas —Ley Fundamental: Libertad de ocupación y Ley Fundamental: Dignidad humana y libertad— protegen los derechos del individuo.

## Lista de leyes fundamentales
| Año de legislación | Ley                                                                                                  | Descripción |
| ------------------ | --- | --- |
| 1958               | Ley Fundamental: La Knéset                                                                           | Define las funciones legislativas del Parlamento israelí. |
| 1960               | Ley Fundamental: Tierras de Israel                                                                   | Establece la propiedad nacional de las tierras. |
| 1964               | Ley Fundamental: El Presidente del Estado                                                            | Establece la forma de elección calificaciones, poderes y responsabilidades del Presidente del Estado. |
| 1968               | Ley Fundamental: El Gobierno                                                                         | Establece la forma de gobierno del Estado (democracia parlamentaria, con elección indirecta del primer ministro bajo sistema de coaliciones). En el 1992 se modifica para permitir la elección directa del primer ministro, modificación anulada en el 2001. |
| 1975               | Ley Fundamental: La economía estatal                                                                 | Regula los pagos emitidos y recibidos por el estado, así como la autoridad para emitir moneda. |
| 1976               | Ley Fundamental: El Ejército                                                                         | Establece las bases legales y constitucionales para el funcionamiento de las Fuerzas de Defensa de Israel. Subordina las fuerzas militares al Gobierno, trata sobre el reclutamiento y establece que no se podrá establecer o mantener otra fuerza armada fuera de las Fuerzas de Defensa. |
| 1980               | Ley Fundamental: Jerusalén Capital de Israel (también conocida como Ley de Jerusalén)                | Establece el estatus de Jerusalén como la capital de Israel y garantiza su integridad y unión. Trata sobre los lugares santos y asegura los derechos para los miembros de todas las religiones. Establece privilegios especiales a los fines del desarrollo de la ciudad. |
| 1984               | Ley Fundamental: El sistema judicial                                                                 | Establece las autoridades, instituciones, principio de independencia, apertura, designación, calificaciones y poderes del sistema judicial. |
| 1988               | Ley Fundamental: El contralor del estado                                                             | Establece los poderes, funciones y responsabilidades del supervisor de los organismos del Estado, ministerios, instituciones, autoridades, agencias, personas y entes operando en representación del Estado. |
| 1992               | Ley Fundamental: Dignidad humana y libertad                                                          | Declara que los derechos humanos básicos serán reconocidos en Israel a partir del valor del hombre, la santidad de su vida, y el hecho de que el hombre es libre. Define la libertad humana como el derecho de entrar y abandonar el país, la privacidad, la intimidad y la protección del registro ilegal de las propiedades de una persona. Esta ley incluye una cláusula que la protege de posibles cambios derivados de regulaciones de emergencia. |
| 1994               | Ley Fundamental: Libertad de ocupación                                                               | Establece el derecho de «cada ciudadano y habitante a practicar cualquier ocupación, oficio o actividad comercial» salvo que «una ley que esté en el espíritu de los valores del Estado de Israel y que fuera promulgada con un fin beneficioso» estableciese lo contrario. |
| 2014               | Ley fundamental: Referéndum                                                                          | Establece que si el gobierno israelí adopta una decisión o firma un acuerdo que estipula que las leyes, la jurisdicción y la autoridad administrativa del Estado de Israel ya no se aplicarán a un área geográfica determinada. Dicho acuerdo o decisión debe adoptarse a través de un tratado aprobado por 80 parlamentarios o por mayoría absoluta en un referéndum. Esto significa que el territorio soberano israelí (Jerusalén Este, los Altos del Golán y cualquier tierra dentro de las líneas de armisticio de 1949), según la ley israelí, solo puede ser renunciado a través de un tratado aprobado por más de 80 parlamentarios (2/3 del parlamento de 120), en cuyo caso no es necesario un referéndum, o antes de que un tratado sea válido, debe ser aprobado por mayoría absoluta en un referéndum. |
| 2018               | Ley fundamental: Israel como el Estado-nación del pueblo judío, conocida como Ley del Estado-nación) | Define a Israel como el estado nación del pueblo judío y niega el derecho de la autodeterminación nacional de otros grupos etnoculturales en Israel. |